# Madagassisch-portugiesische Beziehungen
Die madagassisch-portugiesischen Beziehungen beschreiben das zwischenstaatliche Verhältnis von Madagaskar und Portugal. Die Länder unterhalten seit 1960 direkte diplomatische Beziehungen.
Die bilateralen Beziehungen sind problemfrei, wenngleich schwach ausgeprägt, mit dem bilateralen Handel als wesentlichstem Berührungspunkt.
Der Landesname Madagaskars gewann zuletzt einige Präsenz in Portugal mit dem Erfolg des Trickfilms Madagascar (2005) und seinen zwei Fortsetzungen 2008 und 2015.
In Portugal waren im Jahr 2015 neun Bürger Madagaskars gemeldet, während in Madagaskar keine portugiesischen Staatsbürger konsularisch gemeldet waren.

## Geschichte

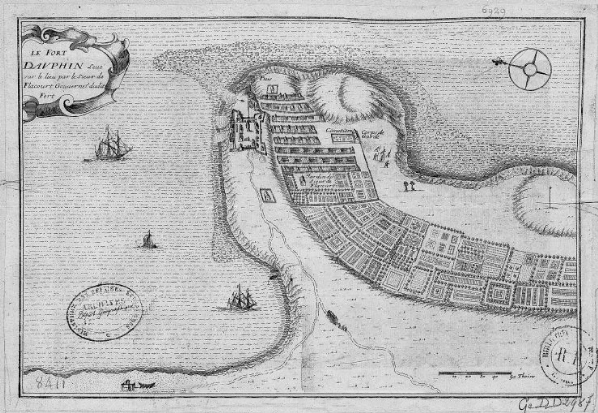
Das französische Fort-Dauphin vor Tolagnaro um 1650; von ca. 1504 bis 1527 hatte hier bereits ein portugiesisches Fort bestanden.

Am 10. August 1500 sichtete der portugiesische Seefahrer Diogo Dias als erster Europäer Madagaskar. Er nannte die Insel zunächst Ilha de São Lourenço.
Im Jahr 1613 erfolgte eine portugiesische Expedition nach Madagaskar, auf Befehl von Jerónimo de Azevedo, dem Vizekönig von Indien. Die Expedition fand im Süden der Insel Reste einer Siedlung von Portugiesen, die hier möglicherweise nach einem der häufigen Schiffbrüche vor der Küste strandeten. Sie hatten ein Fort errichtet und u. a. einen Padrão aus Marmor und ein Steinkreuz aufgestellt. In einer Chronik des 17. Jahrhunderts wird ein Massaker von lokalen Stämmen an diesen Portugiesen erwähnt, aber auch die weiter andauernde Existenz von Mestizen aus Verbindungen der gestrandeten Portugiesen mit lokalen Bewohnern.
Das auf einer Insel in der Mündung des Flusses Vinanibe vor Tolagnaro errichtete Fort dieser ersten portugiesischen Siedler bestand demnach etwa von 1504 bis 1527. Es war das erste europäische Bauwerk auf Madagaskar.
Im 16. und 17. Jahrhundert unternahmen die Portugiesen weitere Expeditionen zur Erforschung der Insel, ohne sich jedoch hier niederzulassen. Die Handelsrouten des Portugiesischen Weltreichs führten weit an der Insel vorbei, die damit keine größere strategische Bedeutung für die Portugiesen hatte. Zudem fanden die portugiesischen Seefahrer hier keine Handelsplätze oder bedeutenden Handelswaren vor. Ein weiterer, bedeutender Grund für eine ausgebliebene portugiesische Ansiedlung waren die wehrhaften Stämme auf Madagaskar. Englische und französische Ansiedlungsversuche scheiterten danach ebenfalls.
Insbesondere zwischen 1680 und 1725 war Madagaskar ein Stützpunkt für englische und einige französische Piraten, die von hier aus indische Handelsschiffe und Frachtschiffe der portugiesischen Handelsroute zwischen Indien und Europa überfielen. Parallel trieben Europäer, vor allem Engländer und Franzosen hier Sklavenhandel mit einheimischen Stämmen. Es gelang ihnen jedoch weiterhin lange nicht, sich hier dauerhaft niederzulassen (siehe hierzu Die Europäische Kolonialisierung Madagaskars).
Im Verlauf des 19. Jahrhunderts kam Madagaskar dann unter französische Herrschaft.
Am 26. Juni 1960 erklärte sich Madagaskar von Frankreich unabhängig. Portugal eröffnete danach eine Botschaft in der Hauptstadt Antananarivo, im September 1960 nahm dort Geschäftsträger João Carlos Freitas Cruz als erster Vertreter Portugals in Madagaskar seine Arbeit auf.
Die Regierung Madagaskars brach am 2. August 1963 die diplomatischen Beziehungen zu Portugal ab, das international nun zunehmend isoliert wurde in Folge des eskalierenden portugiesischen Kolonialkriegs. Erst mit dem Ende des kolonialen Estado Novo-Regimes nach der Nelkenrevolution in Portugal 1974 näherten sich die Länder wieder etwas an, ohne dass sie gegenseitige Botschaften eröffneten. Am 27. April 1984 akkreditierte sich José César Paulouro das Neves, Portugals Vertreter in Mosambik, als erster portugiesischer Botschafter in Madagaskar seit dem Ende der diplomatischen Beziehungen 1963.

## Diplomatie
Portugal unterhält seit 1963 keine eigene Botschaft mehr in Madagaskar, zuständig ist heute der portugiesische Botschafter in der südafrikanischen Hauptstadt Pretoria. In der madagassischen Hauptstadt Antananarivo ist ein Honorarkonsulat Portugals eingerichtet.
Auch Madagaskar hat keine eigene Botschaft in Portugal, seine nächsten Vertretungen sind in Paris und Rom. In Porto besteht ein Konsulat Madagaskars.

## Wirtschaft

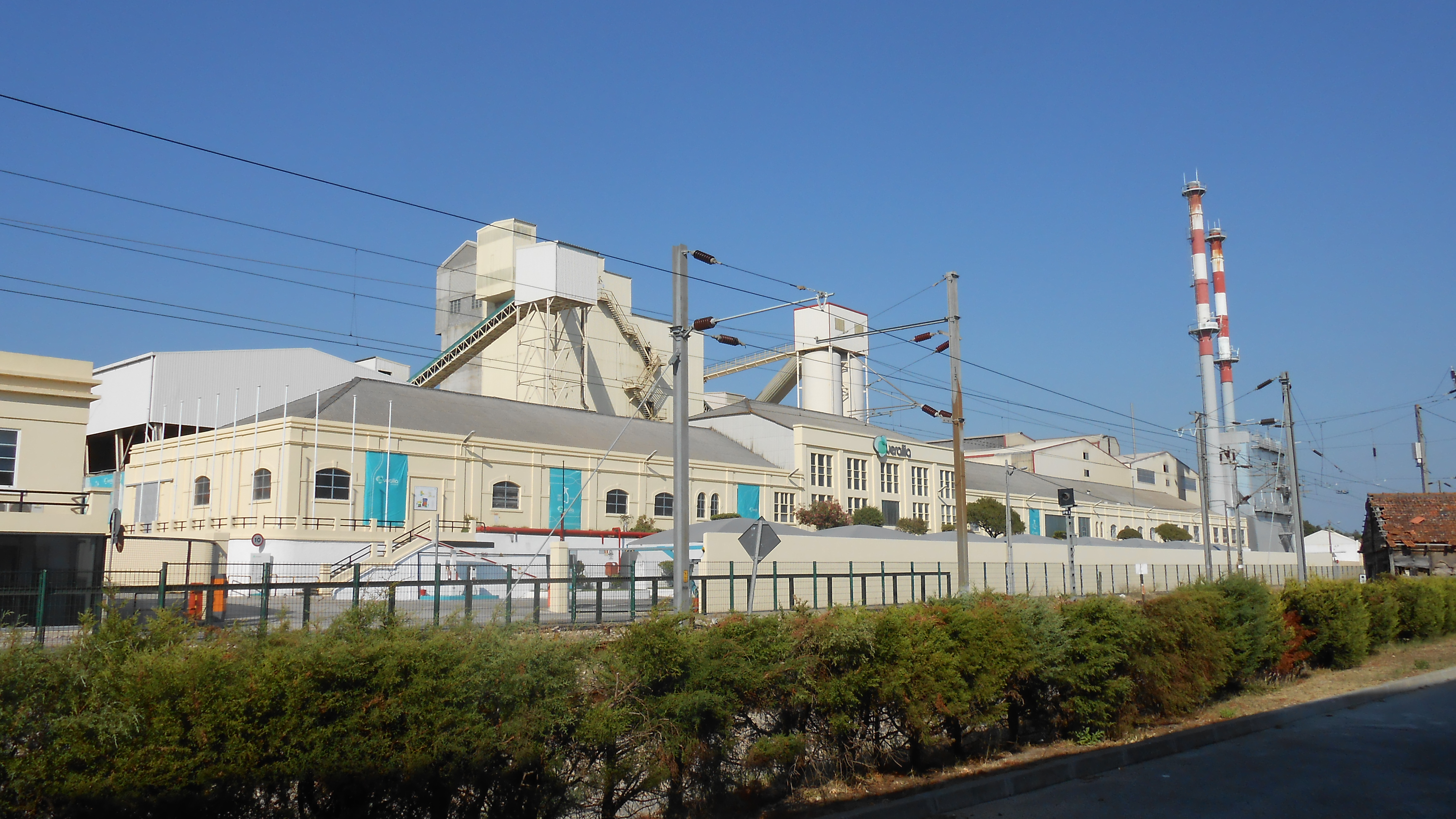
Die Vidreira da Fontela-Glasfabrik in Figueira da Foz: Glasprodukte sind das wichtigste Exportgut Portugals nach Madagaskar

Die portugiesische Außenhandelskammer AICEP unterhält keine Niederlassung in Madagaskar, zuständig ist die AICEP-Niederlassung in der südafrikanischen Hauptstadt Pretoria.
Im Jahr 2016 exportierte Portugal Waren im Wert von 7,115 Mio. Euro nach Madagaskar (2015: 5,235 Mio.; 2014: 2,397 Mio.; 2013: 3,405 Mio.; 2012: 3,122 Mio.), davon 51,9 % Minerale und Erze (insbesondere Glaswaren), 29,9 % Metallwaren, 6,6 % Kunststoffe und 3,3 % Maschinen und Geräte.
Im gleichen Zeitraum lieferte Madagaskar Waren im Wert von 7,677 Mio. Euro an Portugal (2015: 4,036 Mio.; 2014: 18,060 Mio.; 2013: 20,242 Mio.; 2012: 7,308 Mio.), davon 81,8 % landwirtschaftliche Erzeugnisse (insbesondere Schalentiere und Meeresfrüchte), 17,9 % Bekleidung, 0,2 % Holz und 0,1 % Leder und Häute.
Damit stand Madagaskar für den portugiesischen Außenhandel an 111. Stelle als Abnehmer und an 103. Stelle als Lieferant, während Portugal im madagassischen Außenhandel an 27. Stelle unter den Abnehmern und an 31. Stelle unter den Lieferanten stand.

## Sport
Die madagassische und die portugiesische Fußballnationalmannschaft der Männer haben bisher noch nicht gegeneinander gespielt, auch die madagassische Fußballnationalmannschaft der Frauen und die portugiesische Frauen-Nationalelf nicht. Beim portugiesischen Algarve-Cup waren die madagassischen Frauen bislang noch nicht vertreten (Stand März 2022).
Madagassische Leichtathleten treten regelmäßig auch bei Wettkämpfen in Portugal an und gewinnen dabei gelegentlich Medaillen, etwa Nicole Ramalalanirina, die bei den Leichtathletik-Hallenweltmeisterschaften 2001 in Lissabon Bronze errang.